# Jeyran Bayramova
Jeyran Bayramova, född 1896, död 1987, var en azerisk kvinnorättsaktivist. Hon var en pionjär inom kvinnorörelsen i Azerbajdzjan, två gånger belönad med Leninorden, Oktoberrevolutionens orden.
Hon grundade år 1920 Azerbajdzjans första kvinnorättsorganisation, Ali Bayramov-klubben. Klubben blev ett redskap för den sovjetiska policyn att frigöra kvinnorna i Azerbajdzjan, och deltog bland annat i hujumreformen. 1929 deltog hon i den första kongressen för azerbajdzjanska kvinnor i Baku. 
År 1937 upplöstes klubben, både hon och hennes make greps i stora utrensningen, och hennes man sköts medan hon sattes i arbetsläger fram till 1956. 